# Olympische Sommerspiele 1988/Teilnehmer (Britische Jungferninseln)
| Gelbes Symbol für Goldmedaillen mit stilisierten Olympischen Ringen | Graues Symbol für Silbermedaillen mit stilisierten Olympischen Ringen | Braundes Symbol für Bronzemedaillen mit stilisierten Olympischen Ringen |
| ------------------------------------------------------------------- | --------------------------------------------------------------------- | ----------------------------------------------------------------------- |
| —                                                                   | —                                                                     | —                                                                       |

Die Britischen Jungferninseln nahmen an den Olympischen Sommerspielen 1988 in Seoul, Südkorea, mit einer Delegation von drei Sportlern (allesamt Männer) teil.

## Teilnehmer nach Sportart

### Leichtathletik
- Lindel Hodge
100 Meter: Vorläufe
200 Meter: Vorläufe

- Willis Todman
400 Meter: Vorläufe

### Segeln
- Matthew Arneborg
Windsurfen: 29. Platz